# ストライカー (雑誌)
ストライカー、もしくはストライカーDXは、かつて学研プラス（旧学習研究社→学研パブリッシング）から刊行されていたサッカー専門誌である。1986年に創刊され、2019年に休刊した。

## 歴史
国内サッカーを主に扱う『サッカーマガジン』、少年サッカーを主に扱う『サッカーダイジェスト』、海外サッカーを主に扱う『イレブン』に次いでの専門誌となり、1988年の秋に『イレブン』が休刊した後は3誌が競合する形となった。
当初は月刊誌であったが、1993年のJリーグ発足に合わせて『サッカーマガジン』および『サッカーダイジェスト』に先行する形で、1992年11月5日発売号より月2回刊に移行した。さらに週刊化への移行も噂されたが、結果的には月2回刊に留まり1996年4月号より月刊に戻った。
2004年に一旦不定期刊となるが、2005年から『ストライカーDX（デラックス）』として隔月刊（偶数月発売）となった。創刊当初から、主に技術に特化した記事を多数掲載しており、他の同様雑誌とは一線を画している。また、この技術論をまとめたムックが発売されており、DVDが附属しているものもある。2019年3月12日発売の4月号を以って『ストライカーDX』が休刊となった。